# Silent Hill 3 Original Soundtracks
Silent Hill 3 Original Soundtracks – oficjalna ścieżka dźwiękowa z gry Silent Hill 3, w całości skomponowana przez Akirę Yamaokę. Jest to pierwszy soundtrack z serii, na którym w znaczącym stopniu wykorzystano wokale (wyjątek stanowi utwór Esperandote z Silent Hill OST).
Większość utworów wokalnych została wykonana przez Mary Elizabeth McGlynn (występującą pod pseudonimem Melissa Williamson). Wykonawcą i jednocześnie autorem słów piosenki Hometown (24) jest Joe Romersa. Japońska wersja soundtracku zawiera dodatkowy utwór zatytułowany Rain of Brass Petals – Three Voices Edit (26), zremiksowany przez szwedzki zespół industrialowy Interlace.

## Produkcja
Akira Yamaoka zaczerpnął niski głos intonujący pieśń w utworze Prayer (15) z programu telewizyjnego o Voodoo.
Jedynymi utworami pochodzącymi bezpośrednio z rozgrywki (a nie z cut scenek czy filmów) są Please Love Me... Once More (8), Prayer (15) oraz Heads No. 2 (18).

## Dystrybucja

### Wydania
Silent Hill 3 Original Soundtracks została wydana wraz z premierą gry w Europie, 23 maja 2003 roku. Ścieżka dźwiękowa była wyposażona w osobne pudełko i dołączona do preorderowych egzemplarzy Silent Hill 3 w Europie (zarówno w wersji na PlayStation2, jak i PC).
W Stanach Zjednoczonych oficjalna ścieżka dźwiękowa była dostępna jako dodatek do wersji PS2. Płyta nie posiadała odrębnego opakowania.
Japońska wersja soundtracku ukazała się krótko po premierze gry w Japonii, 16 lipca 2003 roku. Na płycie znalazł się dodatkowy utwór (Rain of Brass Petals – Three Voices Edit), niedostępny w wydaniach europejskim i amerykańskim.

### Dyski promocyjne
Oprócz oficjalnej ścieżki dźwiękowej Konami wydało dwa dyski audio mające na celu wypromować grę.
- Silent Hill 3 Original Soundtrack (Limited Edition) – zawierający cztery utwory: You're Not Here, Breeze – In Monochrome Night, Dance With Night Wind oraz Letter – From The Lost Days[5]. Utwory Breeze – In Monochrome Night i Dance With Night Wind różnią od wersji na oryginalnym soundtracku brakiem partii mówionych.
- Silent Hill 3 Special Mini Soundtrack – dołączony do japońskiego premierowego wydania gry[6][7]. Zawiera pięć utworów: obecne na OST You're Not Here, Breeze – in Monochrome Night (bez kwestii mówionych) i Letter – from The Lost Days oraz nieobecne na nim (jak również w grze) Heads No. 1 i Life.

## Lista utworów
| Nr | Utwór                                                               | Czas  | Moment wystąpienia utworu w grze                                                                      |
| -- | ------------------------------------------------------------------- | ----- | --- |
| 1  | Lost Carol (wokal: Mary Elizabeth McGlynn)                          | 00:37 | Konfrontacja Douglasa z Claudią w Lakeside Amusement Park                                             |
| 2  | You're Not Here (wokal: Mary Elizabeth McGlynn)                     | 03:46 | Intro                                                                                                 |
| 3  | Float Up from Dream                                                 | 01:22 | Menu główne (zawiera kwestie mówione)                                                                 |
| 4  | End of Small Sanctuary                                              | 01:42 | Heather po raz pierwszy spotyka Douglasa w centrum handlowym                                          |
| 5  | Breeze – in Monochrome Night                                        | 04:14 | Rozmowa Heather z Douglasem w Jack Inn, zaraz po przyjeździe do Silent Hill (zawiera kwestie mówione) |
| 6  | Sickness Unto Foolish Death                                         | 03:06 | Rozmowa Heather z Vincentem w Jacks Inn, po powrocie ze szpitala                                      |
| 7  | Clockwork Little Happiness                                          | 03:24 | Pierwsza rozmowa Heather z Claudią w kościele (zawiera kwestie mówione)                               |
| 8  | Please Love Me... Once More                                         | 01:54 | Dom Heather po pokonaniu bossa Missionary                                                             |
| 9  | A Stray Child                                                       | 05:28 | Rozmowa Vincenta z Claudią w podziemiach kościoła / Rozmowa Heather z Vincentem w Hilltop Center      |
| 10 | Innocent Moon                                                       | 01:38 | Heather, Claudia i Vincent w podziemiach kościoła                                                     |
| 11 | Maternal Heart                                                      | 03:02 | Rozmowa Heather z Vincentem w bibliotece kościoła                                                     |
| 12 | Letter – from the Lost Days (wokal: Mary Elizabeth McGlynn)         | 03:54 | Rozmowa Heather z Douglasem w samochodzie (droga do Silent Hill)                                      |
| 13 | Dance with Night Wind                                               | 05:21 | Heather wraca do domu i odnajduje swego ojca martwego                                                 |
| 14 | Never Forgive Me, Never Forget Me                                   | 02:19 | Rozmowa Heather z Douglasem po walce z bossem Missionary                                              |
| 15 | Prayer                                                              | 01:40 | Karuzela w Lakeside Amusement Park / korytarz przed finalnym bossem                                   |
| 16 | Walk on Vanity Ruins                                                | 02:44 | Rozmowa Heather z Douglasem przy zejściu do stacji metra (zawiera kwestie mówione)                    |
| 17 | I Want Love (wokal: Mary Elizabeth McGlynn)                         | 02:45 | Rozmowa Heather z Douglasem w Lakeside Amusement Park                                                 |
| 18 | Heads No.2                                                          | 01:13 | Alternatywny Brookhaven Hospital / Sala C4 po użyciu torebki z krwią na ołtarzu                       |
| 19 | Memory of the Waters                                                | 01:46 | Po pokonaniu finalnego bossa                                                                          |
| 20 | Rain of Blass Petals                                                | 03:39 | (utwór nieobecny w grze)                                                                              |
| 21 | Flower Crown of Poppy                                               | 02:13 | Rozmowa Heather z Douglasem po pokonaniu finalnego bossa (NORMAL Ending)                              |
| 22 | Sun                                                                 | 01:47 | (utwór nieobecny w grze) (zawiera kwestie mówione)                                                    |
| 23 | Uneternal Sleep                                                     | 01:00 | Wstęp do walki z finalnym bossem                                                                      |
| 24 | Hometown (wokal: Joe Romersa)                                       | 06:04 | Napisy końcowe                                                                                        |
| 25 | I Want Love (Studio Mix) (wokal: Mary Elizabeth McGlynn)            | 04:40 | (utwór nieobecny w grze)                                                                              |
| 26 | Rain of Brass Petals (Three Voices Edit) (remix i wokal: Interlace) | 05:01 | (utwór nieobecny w grze) (dostępny tylko w japońskiej wersji soundtracku)                             |